# Jacques-Mathieu Delpech

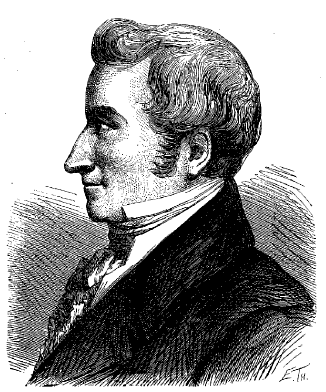
Jacques Mathieu Delpech.

Jacques Mathieu Delpech, född den 2 oktober 1777 i Toulouse, död (mördad) den 28 oktober 1832, var en fransk kirurg. 
Han fick sin doktorsgrad från universitetet i Paris 1801 och var därefter verksam som lärare i anatomi i Toulouse. År 1812 blev han kirurg vid Hôtel-Dieu Saint-Eloi i Montpellier, där han stannade till sin död.
Delpech, som är känd för sitt arbete inom ortopedin, etablerade en klinik för ortopediska sjukdomar vid Saint-Eloi. Han var även pionjär inom näsplastiken. Delpech sköts av en patient.